# Mandala
Mandala (sanskrit: मण्डल kreds) er en symmetrisk figur ofte i blomst-, kors- eller hjulform.
Den er et af de ældste religiøse symboler, kendt allerede fra palæolitisk tid. Mandalaen er kendt hos pueblo-indianerne og i hinduismen og den tibetanske buddhisme (de fem dhyanibuddhaer).
Den findes tegnet i sand og malet. Fx med Kristus i cirklens midte og med de fire evangelister eller deres symboler i de fire kardinalpunkter.
Mandalaer bruges almindeligvis af hinduistiske og buddhistiske munke og i tantrisk yoga til meditation.